# Daniel Nettelbladt
Daniel Nettelbladt, auch Nettelblatt (* 14. Januar 1719 in Rostock; † 4. September 1791 in Halle (Saale)) war ein deutscher Jurist. Er gehörte zu den bedeutendsten Rechtsgelehrten in der zweiten Hälfte des 18. Jahrhunderts. Nettelbladt war seit 1765 königlich preußischer Geheimrat und ab 1775 Primarius und Präses der juristischen Fakultät der Universität Halle.

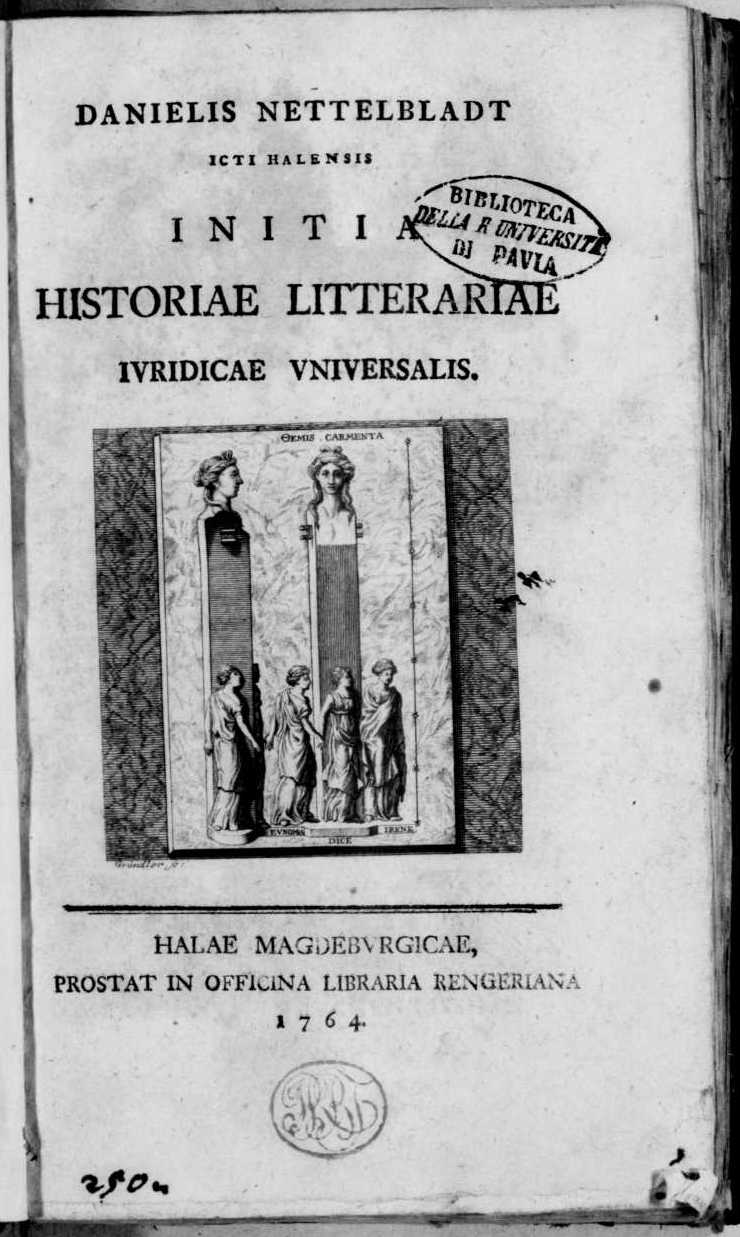
Initia historiae litterariae iuridicae universalis, 1764

## Leben

### Familie
Die Familie Nettelbladt war bereits über mehrere Generationen im Stadtrat von Rostock vertreten. Sein Vater Heinrich Nettelbladt (* 1664; † 1735) war ein wohlhabender Rostocker Kaufmann und Senator. Er heiratete 1714 in zweiter Ehe die Tochter des mecklenburgischen Kammerrates Dörcksen. Das Paar hatte die beiden Söhne Heinrich und Daniel. Heinrich Nettelbladt (1715–1761), Daniels älterer Bruder, starb 1761 als Bürgermeister von Rostock.
Daniel Nettelbladt heiratete 1746 Wilhelmine Johanna Soden († 1787), die Tochter eines Regimentschirurgen. Das Paar hatte zwei Söhne und zwei Töchter. Beide Söhne starben bereits früh. Die Tochter Christiane Wilhelmine heiratete den Kriegs- und Domänenrat und Ratsmeister Lichotius und ihre Schwester Auguste Henriette den Hauptmann von Deutecom. Auch die beiden Töchter starben noch vor ihren Eltern.

### Beruflicher Werdegang
1733, mit 14 Jahren, wurde er als akademischer Bürger an der Universität Rostock immatrikuliert. Er wählte auf ausdrücklichen Wunsch seines Vaters Theologie als Fachstudium. Während seines Studiums lernte er die philosophischen und juristischen Werke von Christian Wolff und Johann Ulrich von Cramer kennen, die ihn stark beeinflussten. 1735, nach dem Tod seines Vaters, wechselte er das Studienfach und studierte nun Rechtswissenschaften. Im Nachlass seines Vaters fand er einen Briefwechsel mit Wolff, der seinem Vater versprach, während des Studiums seiner Söhne für sie zu sorgen. Die Nettelbladts waren mit Wolff entfernt verschwägert.
1739 verließ Nettelbladt seine Heimatstadt und die Hochschule. Er übernahm in Schwerin die wissenschaftliche Ausbildung von zwei mecklenburgischen Adligen.
Ostern 1740 ging er nach Marburg und traf dort zum ersten Mal persönlich Christian Wolff und Johann Ulrich Cramer, die als Professoren an der Marburger Universität lehrten. Zu beiden fand Nettelbladt ein tiefes persönliches Verhältnis. In Marburg hörte er Vorlesungen von Cramer über Rechtsgeschichte, Staats- und Lehnsrecht und bei Wolff philosophische und mathematische Vorträge. Er kam dabei mit der logisch-mathematischen Deduktionstechnik Wolffs zur Herleitung konkreter Regeln aus allgemeinen Lehrsätzen in Berührung. Diese sollte er später im rechtswissenschaftlichen Bereich in eine Umkehranalyse führen, bei der einzelne naturrechtliche Rechtssätze aus der Masse der konkreten Regelungen in höchstmögliche Abstraktion geführt wurden. Methodisch würde er damit erheblichen Einfluss auf die deutsche Privatrechtstheorie nehmen und den Pandektismus. 1741 ging er zu Wolff nach Halle, der 1740 eine Berufung an die Hallesche Universität erhalten hatte. Dort wohnte er bei Wolff und konnte seine juristischen Studien fortsetzen. Am 17. März 1744 verteidigte Nettelbladt seine Inauguraldissertation unter dem Regierungskanzler Justus Henning Böhmer und wurde zum Doktor beider Rechte promoviert.
Sofort begann Nettelbladt selbst Vorlesungen zu halten, die großen Zulauf fanden. Er verfasste erste wissenschaftliche Werke, so unter anderem 1745 ein „Systema elementare universae Hurisprudentiae positivae Imperii Romani communis“ und ein „Systema universae jurisprudentiae naturalis“. Durch seine Vorträge und wissenschaftlichen Arbeiten wurde Nettelbladt überregional bekannt und erhielt zahlreiche Angebote, die er aber auf Wolffs Rat ablehnte. 1746 wurde Nettelbladt Ordentlicher Professor der Rechte an der Halleschen Universität mit dem Titel eines Hofrates, allerdings ohne Gehalt. Ende des Jahres 1748 erhielt er einen Ruf als Professor nach Kopenhagen mit einem Jahresgehalt von 1000 Reichstalern. Er reiste nach Berlin, um seine Entlassung aus preußischen Staatsdiensten zu erwirken, die aber vom Universitätsoberkuratorium verboten wurde. Nettelbladt erhielt aber daraufhin eine Besoldung von 500 Talern, die 1750 erhöht wurde. 1754 erlangte er die dritte, 1763 die zweite Stelle als Professor der Rechtswissenschaft der Halleschen Universität und 1765 den Charakter eines königlich preußischen Geheimen Rates. Am 21. Oktober 1775 trat er als Primarius und Präses an die Spitze der Hallenser Juristischen Fakultät und führte zugleich den Titel eines Direktors der Hochschule und wurde auch kurze Zeit später Senior der Universität.
Während des Semesters hielt Nettelbladt täglich fünf bis sechs Vorlesungen, die nach einem genau entworfenen Plan das gesamte damalige Rechtsgebiet umfasste. Dazu gehörte Zivil-, Straf-, Prozess- und Kirchenrecht, öffentliches Recht sowie Rechtsphilosophie und Rechtsgeschichte. Schon frühzeitig machte sich bei ihm eine Gedächtnisschwäche bemerkbar, die ihn zwang, sich auf jede einzelne Vorlesung vorzubereiten. Zu seinen Schülern gehörten unter anderem die späteren Verfasser des Allgemeinen Landrechts für die preußischen Staaten (1794) Carl Gottlieb Svarez, Johann Heinrich von Carmer und Ernst Ferdinand Klein.

### Freimaurerei
Nettelbladt fand den Weg in die Freimaurerei als Mitglied der von Samuel von Brukenthal gegründeten Loge Zu den drei goldenen Schlüsseln in Halle. Am 13. August 1744 wurde er dort als Lehrling aufgenommen, am 2. September zum Gesellen befördert und am 20. Dezember zum Meister erhoben. Ab 12. Februar 1745 war er „Redner“ der Loge; am 5. März 1745 wurde er zum „Deputierten Meister“ (stellvertretenden Vorsitzenden) gewählt. Später war er Mitglied in der Hallenser Loge Zu den drei Degen. Von ihm (und anderen) ist eine programmatische Rede zur Freimaurerei überliefert.
Er starb mit 72 Jahren in Halle und wurde unter großer Anteilnahme der Universität und Bürgerschaft am 7. September 1791 auf dem Halleschen Stadtgottesacker bestattet. Sein Grab befindet sich im Gruftbogen 22.

## Werke
- Systema elementare Jurisprudentiae naturalis, 1749
- Historie der demonstrativischen Rechtsgelehrtheit, von ihrem Anfang bis auf das Jahr 1745, 1754
- Initia historiae litterariae iuridicae universalis. Johann Gottfried Renger, Halle 1764 (Latein, beic.it).